# Burgstall Keckenburg
Der Burgstall Keckenburg ist eine abgegangene mittelalterliche Turmhügelburg (Motte) am Westufer der Waldnaab etwa 125 Meter nordöstlich der Kirche von Rothenstadt, einem Stadtteil von Weiden in der Oberpfalz in der Oberpfalz in Bayern. Die Keckenburg war das älteste Bauwerk im Stadtgebiet von Weiden. Heute ist die Stelle als Bodendenkmal D-3-6338-0012 „Mittelalterlicher Burgstall ‚Keckenburg‘“ vom Bayerischen Landesamt für Denkmalpflege erfasst.

## Beschreibung

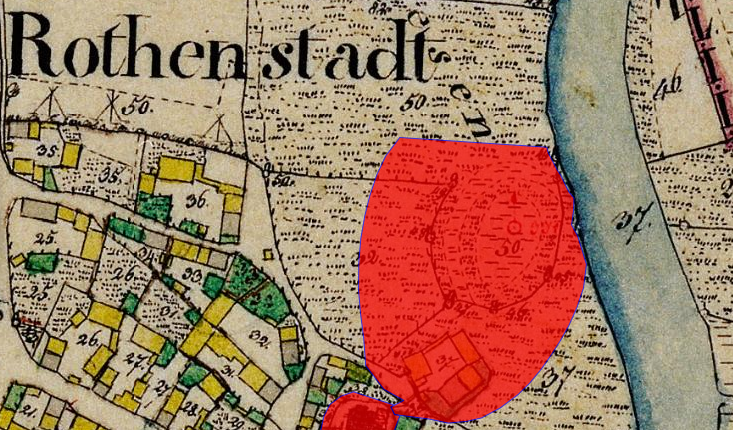
Lageplan des Burgstalls Keckenburg auf dem Urkataster von Urkataster von Bayern

Die Burgstelle lag auf einem ovalen, steil geböschten und 32 mal 20 Meter messenden Hügel unmittelbar westlich der Waldnaab, und wird durch zwei Ringgräben mit dazwischenliegenden Wall umgeben.
Die Breite des inneren Grabens beträgt acht Meter, seine Tiefe vom Kamm des Zwischenwalles noch 1,3 Meter. Dieser Graben wird an der Außenseite von einem acht Meter breiten Wall begleitet, welchem ein äußerer Graben folgt. Der äußere Graben weist noch eine Breite von bis zu sechs Meter auf und ist an der Flussseite im Osten vom Fluss weggespült. Auch die Bergseite im Süden wurde teilweise verfüllt.
Der Burghügel erreicht an der Bergseite noch eine Höhe von 2,8 Meter, an der Flussseite von 3,5 Meter, gemessen von der Grabensohle des inneren Grabens. Das Plateau des Hügels misst 25 mal 10 Meter. Hier befindet sich die zwischen 1863 und 1865 erbaute Gruftkapelle der Familie von Sazenhofen. Die Kapelle ist ein neugotischer Bau aus Werksteinen.